# Microtropis dehuaensis
Microtropis dehuaensis là một loài thực vật có hoa trong họ Dây gối. Loài này được Z.S. Huang & Y.Y. Lin mô tả khoa học đầu tiên năm 2008.